# Župnija Blagovica
Župnija Blagovica je rimskokatoliška teritorialna župnija dekanije Domžale nadškofije Ljubljana. Zavzema območje Krajevne skupnosti Blagovica. Sedanji župnik je Drago Markus.
Področje današnje župnije je bila sprva podružnica župnije Dob, od leta 1526 pa se omenja kod podružnica župnije Krašnja, leta 1787 je postala vikariat in leta 1876 samostojna župnija.
Župnija Blagovica prazuje svoj farni praznik vsako leto 29. junija, na god sv. Petra in Pavla.

## Sakralni objekti
- cerkev sv. Petra, Blagovica (župnijska cerkev)
- cerkev sv. Neže, Golčaj.

## Duhovni oskrbniki v Župniji Blagovica
- Andrej Prešern (1785
- Bartolomej Canutel ( )
- Luka Jožef Božič (1794)
- Jernej Zamutil (1794-1795)
- Jurij Jenčič (1795-1796)
- Jean B. Marchiolli von Nebula (1796-1811)
- Luka Doljak (1811-1819)
- Lovrenc Poklukar (1819-1821)
- Valentin Tholmeiner (1821-1839)
- Lovro Dornik (1840-1849)
- Janez Globočnik - administrator (1848-1849)
- Jožef Lombergar (1849-1861)
- Janez Evangelist Zupančič (1861-1873)
- Blaž Petrič (1873-1885)
- Ludovik Škufca (1885-1900)
- Anton Mali (1900-1909)
- Jožef Hartmann (1909-1927)
- Jakob Štrekelj (1927-1941)
- Monsinjor Mihael Trdin (1945-1948)
- Franc Kozjek (1948-1970)
- Franc Vrolih, soupravitelj (1970-1971)
- Jože Tomšič, pomočnik (1970-1971)
- Janez Bobnar  (1971-1975)
- Jože Vrtovšek (1975-2011)
- Marko Pajk (2012-2014)
- Janez Evangelist Rus (2014-2018)